# Senna punoensis
Senna punoensis là một loài thực vật có hoa trong họ Đậu. Loài này được Lass. miêu tả khoa học đầu tiên.